# سلتکان
سلتکان (به لاتین: Seletkan) یک منطقهٔ مسکونی در روسیه است که در استان آمور واقع شده‌است.